# The Mahotella Queens
The Mahotella Queens zijn een Zuid-Afrikaanse zanggroep van drie tot vijf leden en is een van de bekendste vertegenwoordigers van Mbaqanga, al meer dan 40 jaar een populaire Zuid-Afrikaanse muziekstijl, die ze verrijkt met polyfone harmoniezang en snelle dans.

## Bezetting
Oprichter
- Rupert Bopape

Huidige bezetting
- Hilda Tloubatla
- Nobesuthu Mbadu
- Mildred Mangxola

Voormalige leden
- Emily Zwane
- Caroline Kapentar
- Nunu Maseko
- Ethel Mngomezulu
- Francesca Mngomezulu
- Thandi Ngcobo
- Thandi Nkosi
- Mary Rabotapi
- Thandi Radebe

## Geschiedenis
The Mahotella Queens was aanvankelijk slechts een naam, waaronder opnamen voor de Gallo Record Company met verschillende studiozangers werden uitgebracht. Vijf van deze zangers waren regelmatig verantwoordelijk voor de melodieën. De meeste leden van de Mahotella Queens, waaronder Hilda Tloubatla, werkten daarom al voor 1963 als studiozangers en namen backing-tracks op voor artiesten van het Gallo-label.
De feitelijke formatie als groep ontstond rond 1963/1964, toen Rupert Bopape, een songwriter en talentscout bij Gallo, aanvankelijk Tloubatla, die hij had horen zingen bij de South African Broadcast Corporation, uitnodigde om met hem samen te werken. De toen 19-jarige Mildred Mangxola volgde even later. Nadat de groep was geformeerd, (meestal worden Nunu Maseko, Ethel en Francesca Mngomezulu en Nobesuthu Mbadu ook genoemd als zangers in de vroege fase van de Mahotella Queens) bracht Bopape de zangers samen met de King of Groaners, Simon Mahlathini Nkabinde en een volledig geëlectrificeerde instrumentale band onder de naam Makgona Tsohle Band. Samen ontwikkelden ze een muziekstijl, die bestond uit townshipjazz, Mbube a cappella-zang en wat soul en kreeg deze de naam Mbaqanga.
Hilda Tloubatla bleef de leider van de groep in de jaren 1960 en begin jaren 1970, die in 1964 een eerste hit scoorde met Thoko Ujola Nobani (nieuwe opname in 1994 onder de titel Thoko) in samenwerking met de baspartij van Mahlathini. In deze compositie had de groep andere hits onder verschillende namen, waaronder Soweto Stars, Izintombi Zomgqashiyo of Mahotella Queens gedurende de jaren 1960, meestal bij het Motella-label van Gallo, waaronder Sengikhala Ngiyabaleka, Sikhululekele, Uyavuth Umlilo en Umcolo Kawupheli. Veel van deze nummers zijn in 1988 opnieuw opgenomen voor het internationaal uitgebrachte album Thokozile.
In 1971 viel de groep tijdelijk uit elkaar, omdat de leden voor gezin en kinderen moesten zorgen. In de tussentijd speelde de Makgona Tsohle Band met de mannenzanggroep Abafana Baseqhudeni en Mahlathini schakelde de platenmaatschappij (EMI) in om verder te gaan met opnemen met de twee nieuwe groepen de Mahlathini Girls, zijn eigen achtergrondzangers en Ndlondlo Bashise (The Mahlathini Guitar Band). West Nkosi, de saxofonist en fluitspeler van de Makgona Tsohle Band, werd producent bij Gallo, waar hij in 1972 het toen nog onbekende koor Ladysmith Black Mambazo naar het label bracht.
De Mahotella Queens kwamen weer bij elkaar in 1975, aanvankelijk alleen om een reclamefoto te maken. Materiaal uit deze periode werd uitgebracht op VHS-cassette en dvd als Mahlathini, Mahotella Queens en Makgona Tsohle Band: Mbaqanga at its Best! (GMPV 9). De groep bracht toen hun eerste album Marriage is a Problem (opnieuw uitgebracht in 1990) uit zonder Mahlathini.
Platenmaatschappij Gallo produceerde ondertussen opnamen onder de naam Mahotella Queens met vijf van de minder prominente zangers uit de omgeving van Queens, die toen nog bestonden uit Emily Zwame (Brakpan), Beatrice Ngcobe (Durban), Thandi Radebe (Dube/Soweto), Thandi Nkosi (Emdeni)/Soweto) en Caroline Kapentar (Bloemfontein). De mannelijke partners in deze bezetting waren Robert Mbazo Mkhize, Potatoes Mazambane en Joseph Mthimkhulu, die later de groep Abafana Baseqhueni vormden. De muziek werd bijgedragen door de Makhona Zonke Band. Deze bezetting nam de twee albums Izibani Zomgquashiyo (1977) en Tsamaya Moratuoa (1980) op. De fans waren er niet blij mee en de zogenaamde "B Queens" gingen even later uit elkaar.
Na deze ervaring namen alle vrouwelijke Mqashiyo-groepen van het Gallo-label op onder de naam Mahotella Queens. Dit gebruik van de naam eindigde pas in 1983.

## Wereldwijd succes
Dat jaar bracht West Nkosi drie leden van de originele bezetting samen met Mahlathini om in een vaste cast te werken en een herkenbare groep te vormen met de namen Hilda Tloubatla, Nobesuthu Shawe Mbadu en Mildred Mangxola. De Makgona Tsohle Band, uitgebreid met twee muzikanten, behoorde ook tot deze permanente kring van muzikanten en begon stilistisch op het punt waarop het werk in de jaren 1970 werd stopgezet, nu aangevuld met een sterkere nadruk op de drums en de opname van de synthesizer in het geluidsbeeld. Nadat de groep weer uit elkaar ging, kwam de doorbraak met het album Thokozile uit 1987, dat wereldwijd werd uitgebracht. Mahlathini en de Mahotella Queens werden bekend in het opkomende marktsegment voor wereldmuziek, niet in de laatste plaats vanwege de interesse in Zuid-Afrikaanse muziek die voortkwam uit twee evenementen: Paul Simons cd en wereldtournee Graceland in 1986 en het Free Nelson Mandela-concert in 1988, dat ook Mahlathini And The Mahotella Queens zag.
In de daaropvolgende jaren groeide de populariteit van de groep met cd-publicaties zoals Paris-Soweto, Mbaqanga, Rhythm and Art, Stoki Stoki en Umuntu.

## Verliezen
Halverwege de jaren 1990 werd duidelijk dat Mahlathini vanwege zijn gezondheid niet langer op de gebruikelijke manier kon blijven werken. Hij gaf zijn laatste concert met de Mahotella Queens in 1997. Toen West Nkosi in 1998 plotseling omkwam bij een auto-ongeluk en even later de gitarist van haar band, Marks Mankwane, die een speciale betekenis had voor het geluid, leidde dat tot een breuk, vooral omdat Mahlatini in juni 1999 ook aan diabetes overleed.
Vier maanden na de dood van Mahlatini keerden de Mahotella Queens echter terug op het podium als solo-act. Met Sebai-Bai namen ze in 2001 een succesvolle cd op, waarmee ze hulde brachten aan hun verloren metgezellen en een idee wilden geven hoe ze zelfstandig verder konden werken.
In 2005 was Reign & Shine het derde album na de dood van Mahlathini. Een aanzienlijk verminderde bandbegeleiding en de focus op a capella-zang toonden de sterke punten van de drie zangers en onderstreepten hun bezorgdheid om kleine boodschappen met de liedjes over te brengen. In 2006 traden ze op bij WOMAD. Het jaar daarop brachten ze het gospelalbum Siyadumisa uit. In 2010 toerden ze internationaal met Pee Wee Ellis' show Still Black, Still Proud: An African Tribute to James Brown. In hetzelfde jaar traden ze op met Hugh Masekela in het Verenigd Koninkrijk.
Nobesuthu Mbadu stierf in augustus 2021.

## Discografie
- 1964: The Mahotella Queens: Meet the Mahotella Queens (LP: Gallo), publicatie in Zuid-Afrika
- 1964: The Mahotella Queens: Thoko Ujola Nobani (LP: Motella/Gallo), publicatie in Zuid-Afrika
- 1975: The Mahotella Queens: Marriage Is A problem (LP: Gumba Gumba/Gallo), publicatie in Zuid-Afrika
- 1977, 1986: The Mahotella Queens: Izibani Zomgqashiyo (LP: Gumba Gumba/Gallo), publicatie in Zuid-Afrika; (1986, LP/CD: Shanachie Records), herpublicatie in Europa
- 1977: The Mahotella Queens: Best OF Mahotella Queens (LP: Gumba Gumba/Gallo), publicatie in Zuid-Afrika
- 1983, 1984: Mahlathini & the Mahotella Queens: Amaqhawe Omgqashiyo (LP: Gallo), publicatie in Zuid-Afrika; (1984, LP/CD: Celluloid), herpublicatie in Europa en Zuid-Afrika
- 1984, 1991: Mahlathini & the Mahotella Queens: Pheletsong Ya Lerato (LP: Gallo), publicatie in Zuid-Afrika; (1991, LP/CD: Celluloid), herpublicatie in Europa en Zuid-Afrika, The Lion Roars
- 1986, 1988: Mahotella Queens feat. Mahlathini: Thokozile (LP: Gallo), publicatie in Zuid-Afrika; (1988, LP/CD: Earthworks, LP: Gallo), herpublicatie in Europa en Zuid-Afrika
- 1988: Mahlathini & the Mahotella Queens: Paris – Soweto (LP/CD: Celluloid/Mélodie Frankreich)
- 1990, 1999: Mahlathini & the Mahotella Queens: Rhythm & kind (LP/CD: Gallo, 1991: Shanachie)
- 1993: The Mahotella Queens: Women of The World (LP/CD: Shanachie)
- 1993: Mahlathini & the Mahotella Queens: The Best of Mahlathini and The Mahotella Queens (LP/CD: Gallo)
- 1994, 1996: Mahlathini & the Mahotella Queens: Stoki Stoki (CD: Gallo; 1996: CD: Shanachie)
- 1999: Mahlathini & the Mahotella Queens: Umuntu (CD: Gallo)
- 2001: The Mahotella Queens: Sebai bay(CD: Label Bleu)
- 2003: The Mahotella Queens: The Best of The Mahotella Queens: The Township Idols (CD: Wrasse)
- 2005: The Mahotella Queens: Reign and Shine (CD: African Cream Music; CD: Wrasse)
- 2006: The Mahotella Queens: Kazet (CD: Marabi Productions)
- 2007: The Mahotella Queens: Siyadumisa – Songs of Praise (CD: Bula Music)
- 2025: Mahotella Queens: Buya Buya: Come Back (Umsakazo Records)